# 安托尼夫卡 (巴爾區)
49°5′20″N 27°47′13″E / 49.08889°N 27.78694°E
安托尼夫卡（烏克蘭語：Антонівка），是烏克蘭的村落，位於該國西南部文尼察州，由日梅林卡區負責管轄，處於里夫河畔，面積0.56平方公里，2001年人口327，人口密度每平方公里5.6人。